# جک دی
جک دی (انگلیسی: Jack Dee؛ زادهٔ ۲۴ سپتامبر ۱۹۶۱) کمدین، فیلم‌نامه‌نویس و بازیگر اهل بریتانیا است. وی از سال ۱۹۸۶ میلادی تاکنون مشغول فعالیت بوده‌است.
از فیلم‌ها یا مجموعه‌های تلویزیونی که وی در آن‌ها نقش داشته‌است، می‌توان به بهترین‌های پاپ، زیاد ذوق‌زده نشو، شاهد خاموش، ببخشید، سرنخی ندارم، آخرین فرود و حرکت اشتباه اشاره نمود.